# J. P. Kepka
J.P. Kepka (* 6. März 1984 in St. Louis) ist ein US-amerikanischer Shorttrack-Läufer.
J.P. Kepka begann 1989 mit dem Eisschnelllaufen. Erste gute Ergebnisse erreichte er zehn Jahre später auf nationalem Juniorenlevel. 1998 gewann er den Juniorentitel im Mehrkampf, 1999 wurde er Vierter und bei den Senioren 12. im Mehrkampf. 2000 wurde er Fünfter der US-Meisterschaften, ein Jahr später gewann er Bronze bei den US-Juniorenmeisterschaften und wurde Vierter bei den Olympiaausscheidungen. 2002 wurde er Zweiter der US-Juniorenmeisterschaften und feierte auch seinen internationalen Durchbruch. Bei den Juniorenweltmeisterschaften gewann er mit dem Team Silber und wurde Dritter der US-Mehrkampf-Meisterschaften. Bei den Olympischen Winterspielen 2002 in Salt Lake City wurde er in der Staffel eingesetzt, die als Viertplatzierte eine Medaille nur knapp verpasste.
2003 wurde Kepka Dritter bei den US-Meisterschaften über die 3000-Meter-Strecke, 2004 schließlich Zweiter im Mehrkampf. 2004 nahm er auch erstmals an Weltmeisterschaften teil. Über 500 Meter wurde Kepka Fünfter, über 1000 Meter und im Mehrkampf Achter und mit der Staffel gewann er die Bronzemedaille. Diese gewann er auch bei seinen zweiten Olympischen Winterspielen 2006 in Turin. 